# Muziris

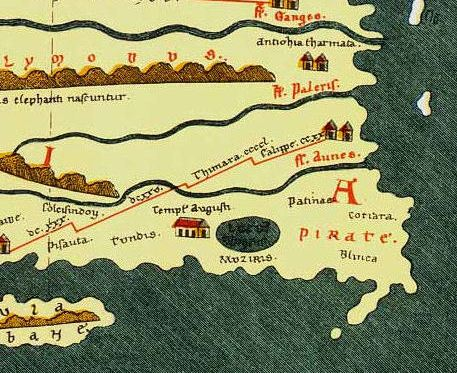
Muziris, framställt i Tabula Peutingeriana från 300-talet

Muziris (klassisk grekiska: Μουζιρὶς) är en ruinstad och tidigare hamn på Malabarkusten i nuvarande Kerala i Indien under antiken.
Muziris grundades senast under det första århundradet före Kristus. Det är inte känt var Muziris exakt var beläget, men den kan ha legat på platsen för den nuvarande staden Pattanam.
Muziris var en viktig plats för förbindelser mellan södra Indien och Persien, Mellanöstern, Nordafrika och den grekiska och romerska medelhavsregionen. Viktiga varor från Muziris var kryddor (som svartpeppar och malabatron), halvädelstenar (som as beryll), pärlor, diamanter, safirer, elfenben, kinesiskt silke, spikenardolja och sköldpaddsskal. De romerska sjöfararna medförde guldmynt, olivin, tunt kläde, sytt linne, färgade textilier, antimonsulfid, koppar, tenn, bly, koraller, romerskt glas, vin, realgar och auripigment. Arkeologiska fynd av mynt pekar på att det fanns inlandshandelsvägar i Indien mellan Muziris och Indiens östra kust via Palghat Gap och längs Kaveridalen. Den romerska handeln minskade från 400-talet, men handeln fortsatte i Muziris med perser, kineser och araber, sannolikt fram till dess att förödande översvämningar av floden Periyar ödelade staden på 1300-talet.